# Los Corrales
Los Corrales – gmina w Hiszpanii, w prowincji Sewilla, w Andaluzji, o powierzchni 67,06 km². W 2011 roku gmina liczyła 4090 mieszkańców.